# Chocolatera

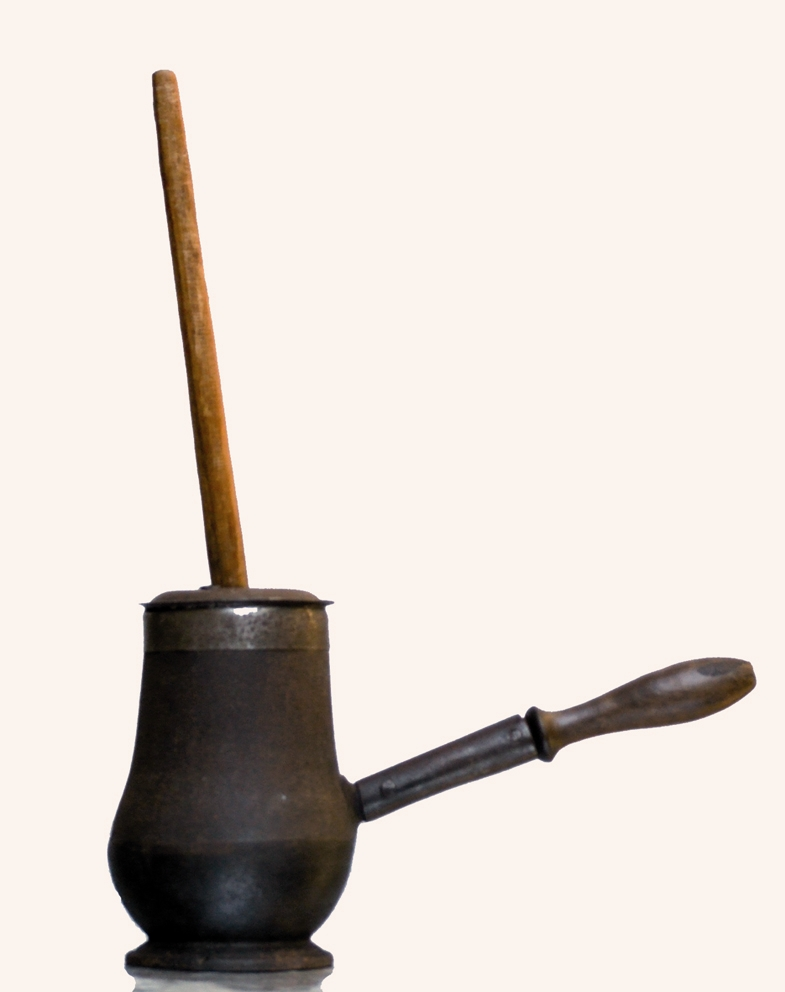
Antigua chocolatera española

Se llama chocolatera a un aparato en forma de cafetera cilíndrica o ligeramente cónica que se utiliza para preparar chocolate.
Su tapadera dispone de un agujero a través del cual se hace pasar el mango del molinillo a fin de poderlo agitar circularmente. Se le hace dar vueltas entre las manos sin destapar la chocolatera.